# Casal al carrer Corriol, 6 (Avinyonet de Puigventós)
El Casal al carrer Corriol d'Avinyonet de Puigventós és un edifici inclòs en l'Inventari del Patrimoni Arquitectònic de Catalunya.

## Descripció
És un edifici de planta irregular, situat prop de l'església. Consta de planta baixa i un pis, i té la coberta de teula. Tot i haver estat modificat al llarg dels anys, conserva encara elements d'interès tipològic, d'entre els quals són els més remarcables la porta d'accés amb llinda i les finestres del primer pis, amb utilització en tots els casos de pedra molt ben treballada. La porta té una llinda formada per un únic bloc de pedra de grans dimensions, que en la seva part superior forma un angle. La finestra situada a l'esquerra és trilobulada, amb un petit arc conopial al centre i dos de mig punt als costats; presenta impostes amb decoració floral i ampit motllurat. A la dreta hi ha una altra obertura de tipus senzill.

## Història
Tot i no haver estat possible la localització de documentació relativa a la cronologia d'aquest casal, la tipologia d'alguns dels seus elements fa pensar que corresponen aproximadament als segles XV-XVI, encara que és possible que l'origen de la construcció fos anterior.